# Анкіліт
Анкіліт (рос. анкилит; англ. ankylite, ancylite; нім. Ankylit m) — мінерал, водний карбонат стронцію і рідкісноземельних елементів.

## Загальний опис
Хімічна формула: (TR)x(Sr,Ca)2-x(CO3)2(OH)x(2-x)H2O.
Сингонія ромбічна. Густина 3,9. Тв. 4-5.
Кристали псевдооктаедричні, часто призматичні.
Спайності немає.
Колір блідо-жовтий з оранжевим відтінком, також жовту-вато-коричневий, сірий. Блиск скляний. Просвічує. Злам раковистий. Крихкий. Рідкісний.
Зустрічається у пегматитах нефелінових сієнітів у асоціації з егірином, альбітом та мікрокліном. Є в Ґренландії (район Юліанхоба) та в Канаді (пров. Квебек, г. Сен-Ілер).

## Різновиди
Розрізняють:
- анкіліт кальціїстий (відміна анкіліту, яка містить до 13% СаО);
- анкіліт кальціїсто-залізистий (відміна анкіліту, яка містить до 6% FeO і до 13% СаО);
- анкіліт марганцевисто-кальціїстий (відміна анкіліту, яка містить до 6% MnO і понад 12% СаО).